# Екстракорпорална литотрипсија ударним таласом
Екстракорпорална литотрипсија ударним таласом (ЕСВЛ)  је минимално инвазивна терапијска метод која се користи за лечење камена у бубрегу и мокраћним путевима  (уринарна калкулоза), билијарних каменаца (калкулоза у жучној кеси или јетри),   пљувачних каменаца и камење у панкреасу, помоћу ударних таласа  акустичног пулса који су усмерени на камење, уз помоћ рендгенских зрака или ултразвука.
У овој методи апарат литотриптер ствара ударне таласе који пролазе кроз људско тело, преносећи сву енергију на камен мрви га у ситније делове, величине зрна песка, и затим спонтано елиминише измокравањем или преко дигестивног ситема.  Трајање третмана је кратко (обично не више од 45-60 минута).

## Опште информације
Од увођење екстракорпоралне литотрипсије ударним таласима (ЕСВЛ) почетком 1980-их година  екстракорпоралне литотрипсије  ударним таласима је радикално изменила лечење пацијената са каменом у бубрезима, уретеру (воду између бубрега и бешике), каналу панкреаса и жучним каналима, посебно рецидивишући (понављајући), различитог хемијског састава,    Након увођења ове методе хируршко лечење камена у бубрегу сведено је на минималан број болесника (нпр у Србији на 1–2%)).   
Након рутинске примене ове методе, оперативни начин уклањања камена у бубрегу данас се углавном примењује за одстрањивање:
- одливних каменаца,
- каменаца бубрежних чашица са стенозом вратова бубрежних чашица,
- када се упоредо врши и корекција стенозе мокрачних путева у могућим границама.
- камен код дистопијског бубрега (карлични положај бубрега),

док се у свим осталим случајевима оперативни начин лечења заменила метода екстракорпоралне литотрипсије ударним таласима.
Поступак се према потреби безбедно може понављати више пута и најчешће се изводи амбулантно.

## Процедура
Ударни таласи, високе енергије, произведени варничењем у генератору ударних таласаса, преносе се до болесника кроз водену средину (стављањем болесника у каду са водом или преко коморе са течношћу). Ударни таласи који улазе у тело и циљају се помоћу рендгенског зрака, на месту фокуса ударних таласа о камен, ослобађају високоенергетску механичку силу (механички удар), која превазилаза чврстину камена и мрви га од периферије ка средишту. Збиром генеричких ударних таласа (серија ударних таласа од неколико стотина до неколико хиљада)  која се ослобађа се на камену, ситни камен који се мрви у парчиће величине песка, и затим спонтано елиминишу измокравањем или преко дигестивног ситема. Камење на локацијама, као што је канал панкреаса, можда ће морати да се извуче ендоскопом (шупља цев са светлом и инструментима)кроз који се може ухватити и уклонити камење.

Принцип рада литотриптера (ESWL)
- Ултразвучни таласи су учестаности изнад чујног опсега (учестаности од 0,.8 до 3,5 MHz)
- Снага таласа је 0,2 до 3 V/cm²
- Површина сонде 5 cm²
- Ултразвук се до пацијента преноси преко каде са водом или коморе са течношћу
- Позиција камена се одређује двоструким рендгенским снимком
- Високонапонско пражњење или пиезопретварач стварају ултразвучне таласе који мрве „камен“

### Фактори који утичу на процедуру
ЕСВЛ делује различито код разних људи и није увек најбољи избор за некога ко има камен. Неки од фактора који могу утицати на успех процедуре наведдени су у доњој табели:
| Фактори              | Опис |
| -------------------- | --- |
| Састав камена        | Камење састављено од цистина и одређених врста калцијума не разлаже се добро ударним таласима.                                         |
| Локација камена      | Камење у веома уским каналима може имати проблема да прође или буде извучено чак и након што се разбије.                               |
| Величина камена      | Велико камење може створити велике фрагменте које може бити тешко проћи или извући.                                                    |
| Здравствено стање    | Одређена стања, као што је хронична инфекција, могу учинити ЕСВЛ мање ефикасним.                                                       |
| Техника литотрипсије | Неке ЕСВЛ технике могу учинити литотрипсију безбеднијом и ефикаснијом, као што су оне са подешавањем снаге и интервала ударних таласа. |

## Врсте

### ЕСВЛ за камен у бубрегу
ЕСВЛ је данас главни неинвазивни третман за камен у бубрегу. Добро функционише за људе са мањим камењем које се лако може видети рендгенским снимком.
ЕСВЛ камена у бубтрегу се не препоручује особама са хроничном инфекцијом бубрега, јер неки фрагменти можда неће проћи и бактерије неће бити потпуно елиминисане из бубрега. Такође можда неће разултати бити тако добри за оне који имају блокаду или ожиљно ткиво у уретеру, што може спречити пролазак фрагмената камена.
Пошто је ЕСВЛ неинвазивна процедура, која се обично изводе у амбулантним условима, уз благи анестетик  за утрнулост подручја бубрега пре процедуре, што омогућава пацијенту одлазак кући истог дана.  

### ЕСВЛ за камење у жучним каналима
Жучни каменци се формирају у жучној кеси и могу да путују до жучних путева, где се могу заглавити. Камен у жучи се обично уклања из жучног канала уз помоћ ендоскопа. Међутим, за неке веће камене и оне до којих је тешко доћи, ЕСВЛ се може користити за њихово разбијање пре вађења.
У прошлости, ЕСВЛ се доста ористио  за разбијање камена  у жучној кеси. Међутим, како се показало да ЕСВЛ није ефикасан у спречавању враћања камења, данас је минимално инвазивно уклањање жучне кесе (лапароскопски)  чешћи третман за жучне каменце који изазивају симптоме.

### ЕСВЛ за камење у каналу панкреаса
Хронични панкреатитис доводи до камења у каналима панкреаса код око 50% пацијената. Ови каменци могу блокирати канал, узрокујући бол и смањен проток ензима панкреаса потребних за варење. што има важан утицај на квалитет живота. Један од његових главних патофизиолошких механизама  је дуктална хипертензија, узрокована камењем и/или стриктурама главног канала панкреаса.
ЕСВЛ је често први третман који се користи за велике каменце у каналима панкреаса. ЕСВЛ је минимално инвазивна и често безбеднија метода за уклањање великих камена од традиционалнијег лечења: ендоскопском ретроградном холангиопанкреатографијом (ЕРЦП).
Иако се чини да ласерска литотрипсија и електрохидраулична литотрипсија имају веће стопе успеха, утврђено је да  ЕСВЛ значајно утиче на клиничке исходе, посебно код особа са већим ризиком од инвазивних процедура. У том смислу одлуку о извођењу ЕСВЛ треба размотрити убек ако ће исход значајно променити клиничко лечење, наравно само ако га изводи искусан ендоскописта.
ЕСВЛ користи акустичне импулсе за стварање притиска на камење, што доводи до њихове постепене фрагментацијом. Код пацијената са рендгенским опструктивним камењем главног канала панкреаса  већим од 5 мм, који се налази у глави или телу панкреаса, ЕСВЛ побољшава дуктални клиренс, чиме се ублажава бол и побољшава квалитет живота. У случају недовољног дукталног клиренса или присуства стриктуре главног канала панкреаса, ЕСВЛ може бити праћен ендоскопском ретроградном холангиопанкреатографијом (ЕРЦП) да би се повећала стопа успехаи да би се помогало у екстракцији разбијених фрагмената камена коришћењем флексибилне цеви са камером да се дође до панкреаса кроз уста. Како сам ЕРЦП може изазвати упалу или повреду канала панкреаса, ЕСВЛ помаже да се то избегне када се изводи пре ЕРЦП. Када се камење разбије на мање фрагменте, лакше се уклања ЕРЦП процедуром, мада понекад може и самостално да прође. Алтернативно, може се извршити директна панкреатикоскопија са интракорпоралном литотрипсијом или операцијом. 
Општа или спинална анестезија (која утиче на тело испод струка) обично се користи код пацијената који се лече ЕСВЛ са ЕРЦП. 
У зависности од резултата процедуре, пацијент може истог дана да оде кући, или ће можда морати да проведете ноћ у центру за лечење ради посматрања.

## Предности
Метода литотрипсије је у 21. веку максимално поједностављена захваљујући усавршеној техници, а правилним индикацијама уз адекватно примењене поступке, и разне ендоуролошке манипулације, уклањање камена је безбедно, а траума минимална. Зато је метода литотрипсије поузданија у односу на хируршке интервенције, које су праћене бројним компликацијама, честим рецидивима и оштећењима функционих јединица. Њена предност је и у томе што се лакше одстрањују рецидивни каменци, као и каменци различитог хемијског састава. Ово је посебно значајно када је у питању камен у бубрегу код болесника са једним бубрегом.

## Контраиндикације
Контраиндикације за примену екстракорпоралне литотрипсије ударним таласима су:
- поремећај коагулације крви,
- манифестна туберкулоза,
- трудноћа,
- претерана гојазност,
- инфекција мокраћних путева.

Зато се екстракорпорална литотрипсија ударним таласима користи само у случајевима рендгенски јасно видљивог камена, осим одливног или камена у дистопијском бубрегу.. 

## Превентивне мере након интервенције
Након дезинтеграције камена литотрипсијом болесницима се саветује већа физичка активност, повећан унос течности ради увећања количине излучене мокраће и лакшег измокравања (елиминације) остатака измрвљеног камена. Примена спазмолитичких лекова ординира се према потреби, а обавезно се у терапију уводе диуретици и антимикробни лекови.

## Компликације
Број компликација је сведен на минимум и најчешће су пролазне: крвављење, лумбални бол, повраћање, пораст температуре тела, („steinstrasse“), ређе поремећаји срчаног ритма и пораст крвног притиска, а веома ретко и једна од најтежих компликација – интраренални или екстраренални хематом..